# Amfetamine
Amfetamine, in straattaal ook wel speed, pep of snelle genoemd, is een synthetisch psychofarmacon en drug. De dextro-isomeer van amfetamine dextro-amfetamine wordt voorgeschreven als therapie voor ADHD en narcolepsie. Het racemaat van amfetamine kent momenteel geen medicinale toepassingen in Nederland en wordt slechts recreatief gebruikt.
Amfetamine staat op Lijst 1 van de opiumwet, daarmee wordt de stof geclassificeerd als harddrug. Het gebruik is geestelijk verslavend. Amfetamine werkt stimulerend en bevordert aldus slapeloosheid. Daarnaast vermindert het veelal de lust tot eten of drinken. Amfetamine werd vroeger dan ook wel toegepast als vermageringsmiddel. Het werd ook als doping in de sport toegepast.
Recreatief gebruik van amfetamine vindt vooral plaats door het te snuiven of te slikken.
Verwante stoffen die een sterkere werking hebben zijn methamfetamine en het vooral in enkele Aziatische landen populaire yabaa.

## Geschiedenis
Amfetamine werd voor het eerst in 1887 gesynthetiseerd door de Roemeense chemicus Lazăr Edeleanu. Toen men er in 1927 achter kwam dat amfetamine verlichting geeft bij astma en bronchitis werd het voorgeschreven in de vorm van inhalators. Al snel werd opgemerkt dat de stof ook andere werkingen had.
Methamfetamine beter bekend als crystal meth of Yabaa is een verwante stof met een nog sterkere werking dan amfetamine. Deze is door Akira Ogata in 1919 gesynthetiseerd.
Amfetamine werd in de jaren 30 populairder en het werd in de Tweede Wereldoorlog zowel aan Duitse, als aan geallieerde zijde, als ondersteunend middel gebruikt wanneer er werd gevochten.
Men ervoer in de jaren 40, dat de bijwerkingen van amfetamine zeer ernstig konden zijn. Gedurende de Tweede Wereldoorlog werden amfetamine en daaraan verwante stoffen als benzedrine en dexedrine op grote schaal van officiële zijde voorgeschreven aan militairen. Piloten konden erdoor langer alert blijven. Het middel bleek echter onder meer hartklachten te veroorzaken waar mensen aan konden overlijden. Amfetamineproducten werden daarom alleen nog op doktersrecept verstrekt. Artsen schreven die tot begin jaren 60 vrij gemakkelijk uit. Later kwamen er steeds meer illegale laboratoria waar amfetamine werd geproduceerd. Tijdens de oorlog in Vietnam nam het drugsgebruik onder Amerikaanse militairen eind jaren 60 extreme vormen aan. Ongeveer 60% van de militairen gebruikte drugs, waaronder veel amfetaminen.

## Werking
Amfetamine is een sympathicomimeticum. Het bootst de werking van verschillende stoffen in het sympathisch zenuwstelsel na. Belangrijke neurotransmitters in het sympathisch zenuwstelsel zijn noradrenaline en adrenaline. Amfetamine is een agonist van deze stoffen, het zorgt ervoor dat er extra veel vrijkomt en dat het extra lang doorwerkt. Amfetamine, net als efedrine, wordt opgenomen door het uptake-1 systeem van het presynaptisch deel en zorgt ervoor dat noradrenaline in de synaps vrijkomt waar het postsynaptische α- en β-receptoren stimuleert.
Amfetamine zorgt dat noradrenaline langer in de synaps aanwezig blijft, omdat het de opname van noradrenaline in het presynaptisch deel door middel van uptake-1 inhibeert. Amfetamine heeft ook een inhiberende invloed op de monoamino-oxidase, dat normaal gezien 20% tot 40% noradrenaline in het presynaptisch deel afbreekt na opname uit de synaps. De overige 60% tot 80% van de heropgenomen noradrenaline uit de synaptische spleet kan weer door vesikels worden opgenomen.
Activering van het sympathisch zenuwstelsel vindt normaal gesproken plaats bij gevaar of spanning. Noradrenaline en adrenaline maken het lichaam klaar om snel te reageren, de stofwisseling krijgt minder prioriteit en de eetlust vermindert, de hartslag, bloedglucosespiegel en de bloeddruk worden verhoogd en de spieren geven een grotere prestatie.

### Verschijnselen
Mensen die amfetamine gebruikt hebben, hebben veel energie: ze praten veel en hebben last van onwillekeurige bewegingen van het lichaam. Ze zweten meer en kunnen soms last van hoofdpijn krijgen.
Er kunnen na gebruik op langere termijn erectieproblemen ontstaan en het hart, de lever en de nieren kunnen er ook problemen van ondervinden. Er is bovendien een verhoogd risico op psychotische stoornissen. Iemand kan er een depressie van krijgen, wanneer hij eerst wel amfetamine gebruikte, maar er daarna er lange tijd van afziet. Psychosen veroorzaakt door amfetaminegebruik zijn meestal van voorbijgaande aard wanneer het men er niet meer van neemt.

## Gebruik
Amfetamine is in pure of in zijn base-vorm een stroperige kleurloze tot lichtgele vloeistof met een branderige smaak en een geur heeft die kenmerkend voor amines is. Vanwege deze eigenschappen alsmede de hoge dampdruk van amfetamine wordt het middel vrijwel altijd in vorm van een amfetamine-zout ingenomen. Dit is meestal amfetaminesulfaat, hoewel andere zoutvormen zoals fosfaat en hydrochloride ook bestaan. Amfetaminezouten en voornamelijk het sulfaatzout staan het meest bekend onder de straatnaam speed. Speed kan als pil of in poedervorm worden ingenomen. Het wordt meestal gesnoven, maar het kan ook worden geslikt of gespoten. Wordt amfetamine geslikt, dan begint de werking na zo'n 20 minuten. Als het echter in een 'bommetje', een vloeitje dat tot een soort containertje is gevouwen, wordt geslikt dan duurt het, vanwege de vloei, wat langer voor het effect is te voelen, zo'n 30 minuten tot een uur. Bij het snuiven komt de speed via het neusslijmvlies in het bloed terecht en komt het effect al na een paar minuten. Bij het spuiten in een ader werkt de speed vrijwel onmiddellijk. De duur van het effect van speed varieert, de duur van de werking ligt zo tussen de vier en acht uur, afhankelijk van de hoeveelheid en sterkte van de speed. Amfetamine wordt, in tegenstelling tot wat redelijk vaak wordt beweerd, bijna nooit in tabletten xtc verwerkt. In Nederland wordt maar in ongeveer 2% van de pillen amfetamine gevonden.
Amfetamine die onder de naam speed wordt verkocht, voornamelijk in Europese landen, kan niet worden gerookt. Methamfetamine is echter krachtiger en kan wel worden gerookt. Methamfetamine heeft meer de vorm van kristallen, is harder, in tegenstelling tot speed dat vaak een soort poeder is. Als de speed nog nat is, 'vers', dan lijkt het een soort pasta en kan dan niet of moeilijk worden gesnoven. Zowel de positieve als de negatieve effecten van methamfetamine worden als sterker ervaren. Amfetamine wordt, vooral in het buitenland en met name in de Verenigde Staten, ook wel gerookt. Het wordt dan in een glazen pijpje gedaan en met een aansteker verwarmd. Het effect is al voelbaar na enige malen inhaleren. Het roken is wel alleen van toepassing bij de stof methamfetamine, dat in het illegale circuit crystal meth of kortweg meth wordt genoemd. 

### Gebruik en verslaving in Nederland
Ongeveer 1,4% van de Nederlandse bevolking had in 2016 in het afgelopen jaar amfetamine gebruikt en 4,4% had het ooit gebruikt. Amfetamine is een typische partydrug op festivals. In 2015 waren 1800 mensen in behandeling voor amfetamineverslaving. Bijna tachtig procent hiervan was man. Het aantal dodelijke overdosissen wordt geschat tussen 1 tot 5 per jaar.

## Benzedrine
Benzedrine is de merknaam van het racemaat van amfetamine, dl-amfetamine. Het werd in 1928 door Smith, Kline and French in de Verenigde Staten in de vorm van inhalators op de markt gebracht.